# Rodalquilarita
La rodalquilarita és un mineral de la classe dels òxids. Rep el nom de la localitat de Rodalquilar, al municipi de Níjar (Andalusia, Espanya), la seva localitat tipus.

## Característiques
La rodalquilarita és un òxid de fórmula química Fe₂(TeO₂OH)₃(TeO₃)Cl. Va ser aprovada com a espècie vàlida per l'Associació Mineralògica Internacional l'any 1967. Cristal·litza en el sistema triclínic. La seva duresa a l'escala de Mohs es troba entre 2 i 3.
Segons la classificació de Nickel-Strunz, la rodalquilarita pertany a «04.JL - Tel·lurits amb anions addicionals, sense H₂O» juntament amb els següents minerals: mackayita, mroseïta, pingguïta, tlapallita i girdita.
L'exemplar que va servir per a determinar l'espècie, el que es coneix com a material tipus, es troba conservat al Museu d'Història Natural de París.

## Formació i jaciments
Va ser descoberta al filó 340 de la localitat de Rodalquilar, dins el municipi de Níjar, a la província d'Almeria (Andalusia, Espanya). També ha estat descrita al jaciment de Wendy, a la mina Tambo (Coquimbo, Xile), i en diversos indrets del comtat de Cochise (Arizona, Estats Units).